# Luiz Maia de Bittencourt Menezes
Luiz Maia de Bittencourt Menezes, conhecido como Luiz Menezes (Salvador, 1 de abril de 1897 — Rio de Janeiro, 16 de fevereiro de 1954), foi um futebolista e engenheiro civil brasileiro.
Luís Menezes era atacante e destacou-se na década de 1910 pelo Botafogo. Neste clube, foi o artilheiro do Campeonato Carioca de 1917 e 1918, com 16 e 21 gols respectivamente.
Atuou também pela Seleção Brasileira de Futebol, onde fez seis jogos e foi campeão da Copa América em 1919.

## Títulos
Seleção Brasileira
- Copa América: 1919